# Bertil Alm
Karl Oscar Bertil Alm, född 6 mars 1934 i Nederkalix församling i Norrbottens län, död 1 juni 2010 i Överluleå församling i Norrbottens län, var en svensk militär.

## Biografi
Alm avlade officersexamen vid Krigsskolan 1961 och utnämndes samma år till fänrik i armén. Han gick Ingenjörofficersskolan vid Artilleri- och ingenjörofficersskolan 1963–1964, befordrades till kapten vid Bodens ingenjörkår 1969 och till major 1972. Han var chef för Fältarbetsavdelningen i Sektion 1 vid staben i Övre Norrlands militärområde från 1976 och befordrades till överstelöjtnant 1978. År 1982 utnämndes han till överstelöjtnant med särskild tjänsteställning, varefter han var bataljonschef vid Bodens ingenjörregemente 1982–1983. Han befordrades till överste 1983 och var chef för Bodens ingenjörregemente 1983–1991, varpå han var chef för Övre Norrlands värnpliktskontor inom Värnpliktsverket 1991–1994. Alm lämnade Försvarsmakten 1994.